# Calvin Jong-a-Pin
Calvin Jong-a-Pin (født 18. juli 1986 i Amsterdam) er en hollandsk fodboldspiller, der spiller hos kinesiske Shimizu S-Pulse. Her kom han til fra SC Heerenveen. Tidligere har han spillet i FC Volendam og har været på en lejekontrakt hos Vitesse.
Han har i sommeren 2011 prøvetrænet med Odense Boldklub.

## Karriereforløb

### Ungdomsår
Jong-a-Pin spillede for Fortius og Zeeburgia i hans unge år.

### FC Volendam
Tekst mangler, hjælp os med at skrive teksten

### Vitesse (lån)
Udlejet i sæsonen 2009-2010 til Vitesse.

### Heerenveen
I 2006 skrev Jong-a-Pin 5 årig kontrakt med SC Heerenveen. Han fik debut mod FC Groningen, som den yngste startende spiller i en alder af 19 år. I de første sæsonern var han backup for Kristian Bak Nielsen som venstre back. I 2007-08 sæsonen, var Jong-a-Pin fast mand efter salget af Nielsen til FC Midtjylland og spillede 23 kampe i Eredivisie. På baggrund af en imponerende sæson i 2007, blev han udtaget til den 18-mandstrup, som skulle deltage i OL i 2008 for Holland. Han spillede 3 kampe i turneringen. I 2009 blev Jong-a-Pin udlejet til Vitesse. Efter en imponerende sæson hos Vitesse, hvor han spillede 30 kampe og scorede 1 mål, vendte han tilbage til SC Heerenveen, som var blevet overbevist om, at de skulle satse på ham. Jong-a-Pin kom tilbage og spillede som startende venstre back i 2010-11 sæsonen og spillede 29 kampe for SC Heerenveen.

## Privat
Calvins forældre er fra Surinam med kinesiske rødder.

## Landshold
Calvin har endnu ikke optrådt for Hollands A landshold, men har indtil i dag spillet 10 kampe for landets U21 landshold. Han optrådte for U21 landsholdet i sæsonerne 2007-2008.